# Sápadtfejű rozella
A sápadtfejű rozella (Platycercus adscitus), korábban sárgafejű rozellapapagáj vagy sárgafejű rozella, a madarak osztályának, papagájalakúak (Psittaciformes) rendjébe és a szakállaspapagáj-félék (Psittaculidae) családjába tartozó faj.

## Előfordulása
Ausztrália északi és keleti részén honos. Erdők, művelt területek, parkok és kertek lakója.

## Alfajai
- Platycercus adscitus adscitus
- Platycercus adscitus palliceps

## Megjelenése
Testhossza 30 centiméter, 95-120 gramm. Feje sárga, arcrésze fehér.

## Életmódja
Magvakkal, gyümölcsökkel, fűfélékkel és rovarokkal táplálkozik.

## Szaporodása
Üreges fába rakja fészkét. Fészekalja 4-8 tojásból áll.

## Külső hivatkozás
- Képek az interneten a fajról